# Plethotaenia angularis
Plethotaenia angularis is een zee-egel uit de familie Spatangidae.
De wetenschappelijke naam van de soort werd in 1968 gepubliceerd door Richard H. Chesher.